# Рокевей-Біч (Міссурі)
Рокевей-Біч (англ. Rockaway Beach) — місто (англ. city) в США, в окрузі Тейні штату Міссурі. Населення — 829 осіб (2020).

## Географія
Рокевей-Біч розташований за координатами 36°42′11″ пн. ш. 93°9′29″ зх. д. / 36.70306° пн. ш. 93.15806° зх. д. (36.703034, -93.158168).  За даними Бюро перепису населення США в 2010 році місто мало площу 1,81 км², з яких 1,59 км² — суходіл та 0,22 км² — водойми.

## Демографія
Згідно з переписом 2010 року, у місті мешкала 841 особа в 365 домогосподарствах у складі 222 родин. Густота населення становила 465 осіб/км².  Було 528 помешкань (292/км²).
Расовий склад населення:
| - 96,1 % — білих - 1,0 % — корінних американців - 0,7 % — чорних або афроамериканців - 0,6 % — вихідців з тихоокеанських островів |

До двох чи більше рас належало 1,3 %. Частка іспаномовних становила 2,0 % від усіх жителів.
За віковим діапазоном населення розподілялося таким чином: 21,0 % — особи молодші 18 років, 60,6 % — особи у віці 18—64 років, 18,4 % — особи у віці 65 років та старші. Медіана віку мешканця становила 45,3 року. На 100 осіб жіночої статі у місті припадало 98,3 чоловіків;  на 100 жінок у віці від 18 років та старших — 95,9 чоловіків також старших 18 років.
Середній дохід на одне домашнє господарство  становив 42 546 доларів США (медіана — 27 024), а середній дохід на одну сім'ю — 53 851 долар (медіана — 41 500). Медіана доходів становила 25 972 долари для чоловіків та 31 563 долари для жінок. За межею бідності перебувало 34,1 % осіб, у тому числі 53,2 % дітей у віці до 18 років та 9,1 % осіб у віці 65 років та старших.
Цивільне працевлаштоване населення становило 354 особи. Основні галузі зайнятості: мистецтво, розваги та відпочинок — 31,1 %, роздрібна торгівля — 20,3 %, науковці, спеціалісти, менеджери — 15,3 %, освіта, охорона здоров'я та соціальна допомога — 10,7 %.